# Specie di Parasenecio
Elenco delle 70 specie di  Parasenecio:

## A
- Parasenecio adenostyloides (Maxim.) H.Koyama
- Parasenecio ainsliaeiflorus (Franch.) Y.L.Chen
- Parasenecio albus  Y.S.Chen
- Parasenecio ambiguus (Y.Ling) Y.L.Chen
- Parasenecio anhuiensis  Y.S.Chen & Lian S.Xu
- Parasenecio auriculatus (DC.) J.R.Grant

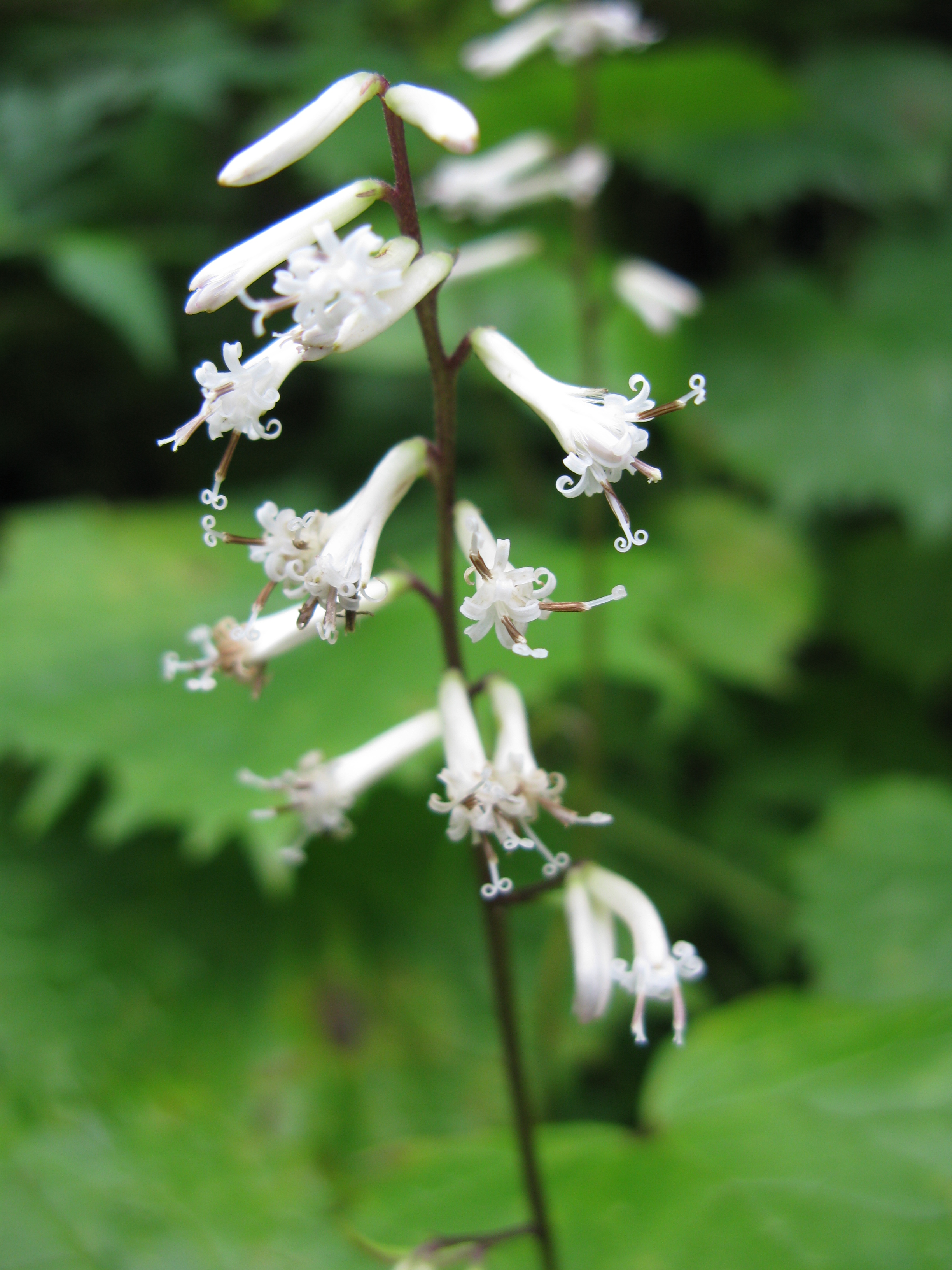
Parasenecio adenostyloides
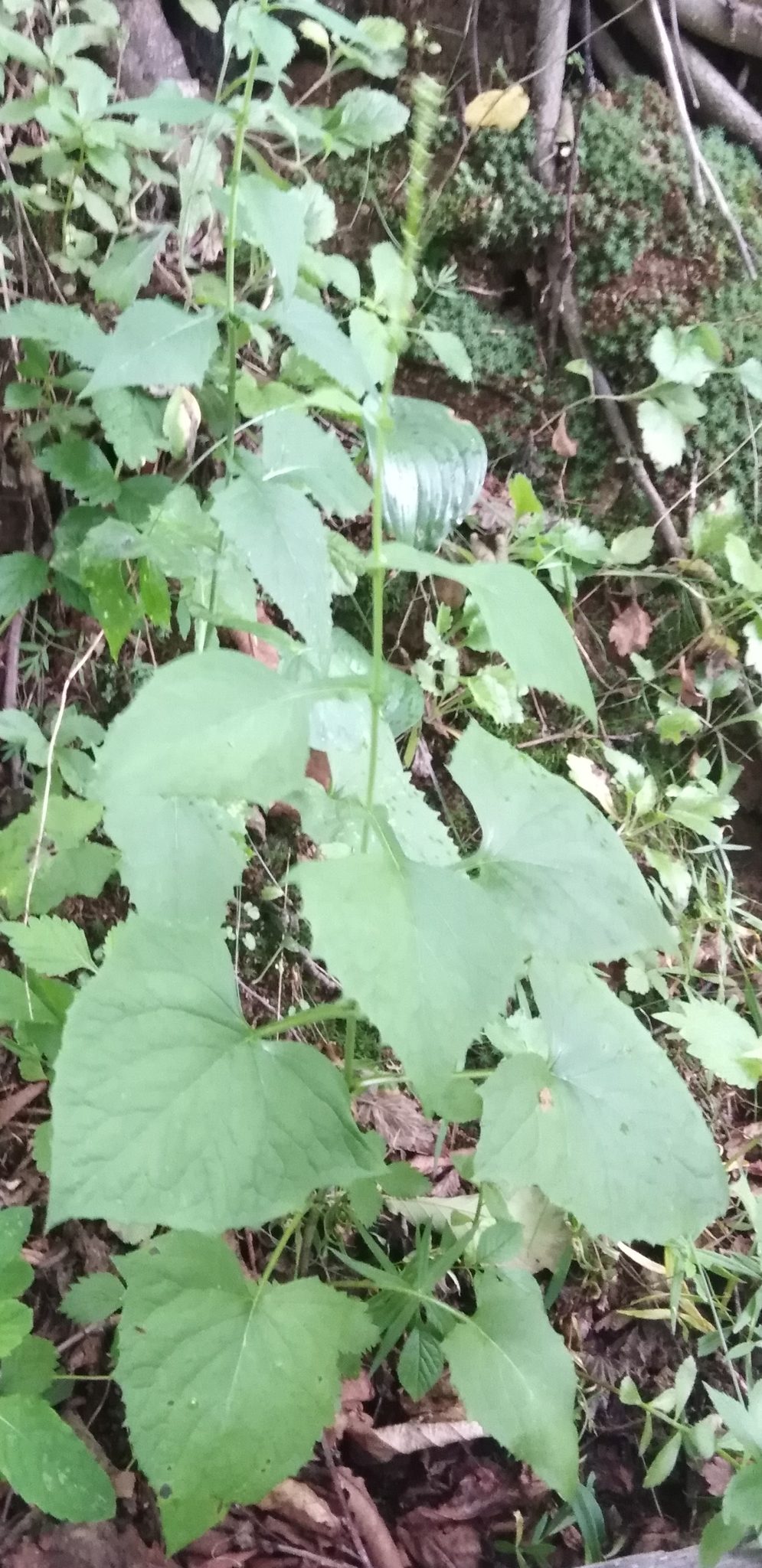
Parasenecio auriculatus

## B
- Parasenecio begoniifolius (Franch.) Y.L.Chen
- Parasenecio bulbiferoides (Hand.-Mazz.) Y.L.Chen

## C
- Parasenecio caroli (C.Winkl.) C.Ren & Q.E.Yangt
- Parasenecio chokaiensis (Kudô) Kadota
- Parasenecio chola (W.W.Sm.) Y.L.Chen
- Parasenecio cyclotus (Bureau & Franch.) Y.L.Chen

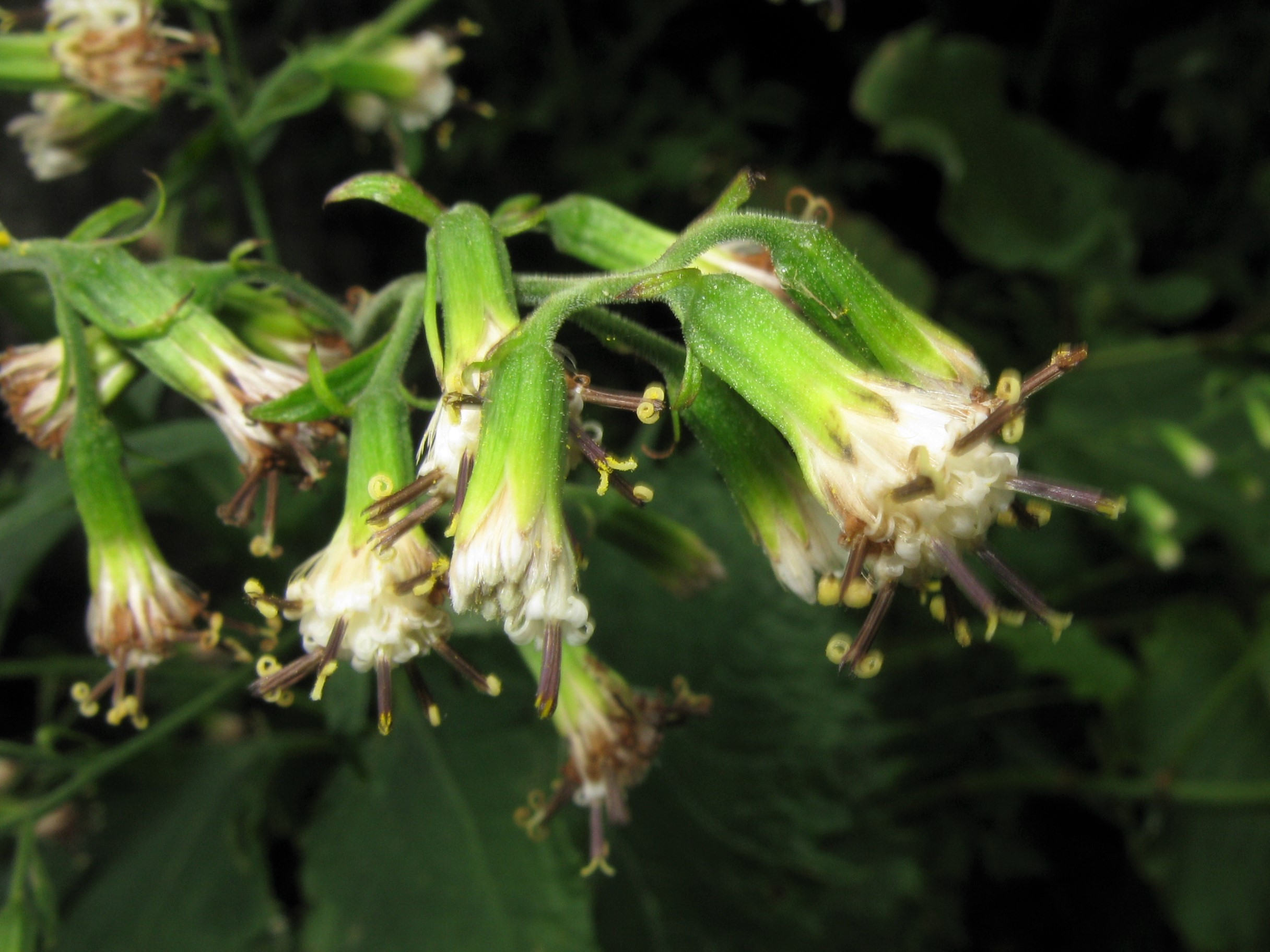
Parasenecio chokaiensis

## D
- Parasenecio dasythyrsus (Hand.-Mazz.) Y.L.Chen
- Parasenecio deltophyllus (Maxim.) Y.L.Chen
- Parasenecio dissectus  Y.S.Chen

## F
- Parasenecio farfarifolius (Siebold & Zucc.) H.Koyama
- Parasenecio forrestii  W.W.Sm. & J.Small

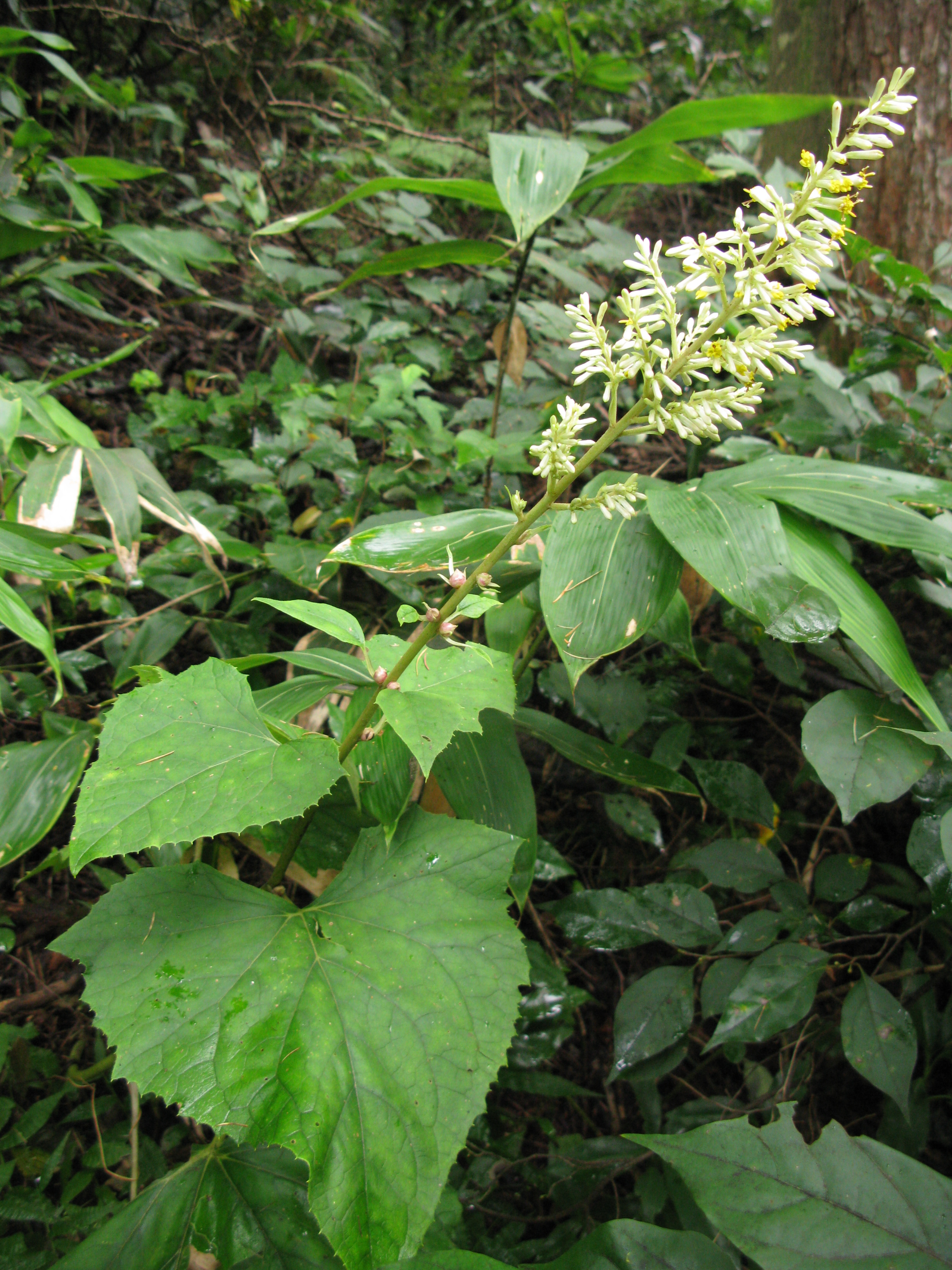
Parasenecio farfarifolius

## G - H
- Parasenecio gansuensis  Y.L.Chen
- Parasenecio hastatus (L.) H.Koyama
- Parasenecio hastiformis  Y.L.Chen
- Parasenecio hayachinensis (Kitam.) Kadota
- Parasenecio hosoianus   Kadota
- Parasenecio hwangshanicus (Y.Ling) C.I Peng & S.W.Chung

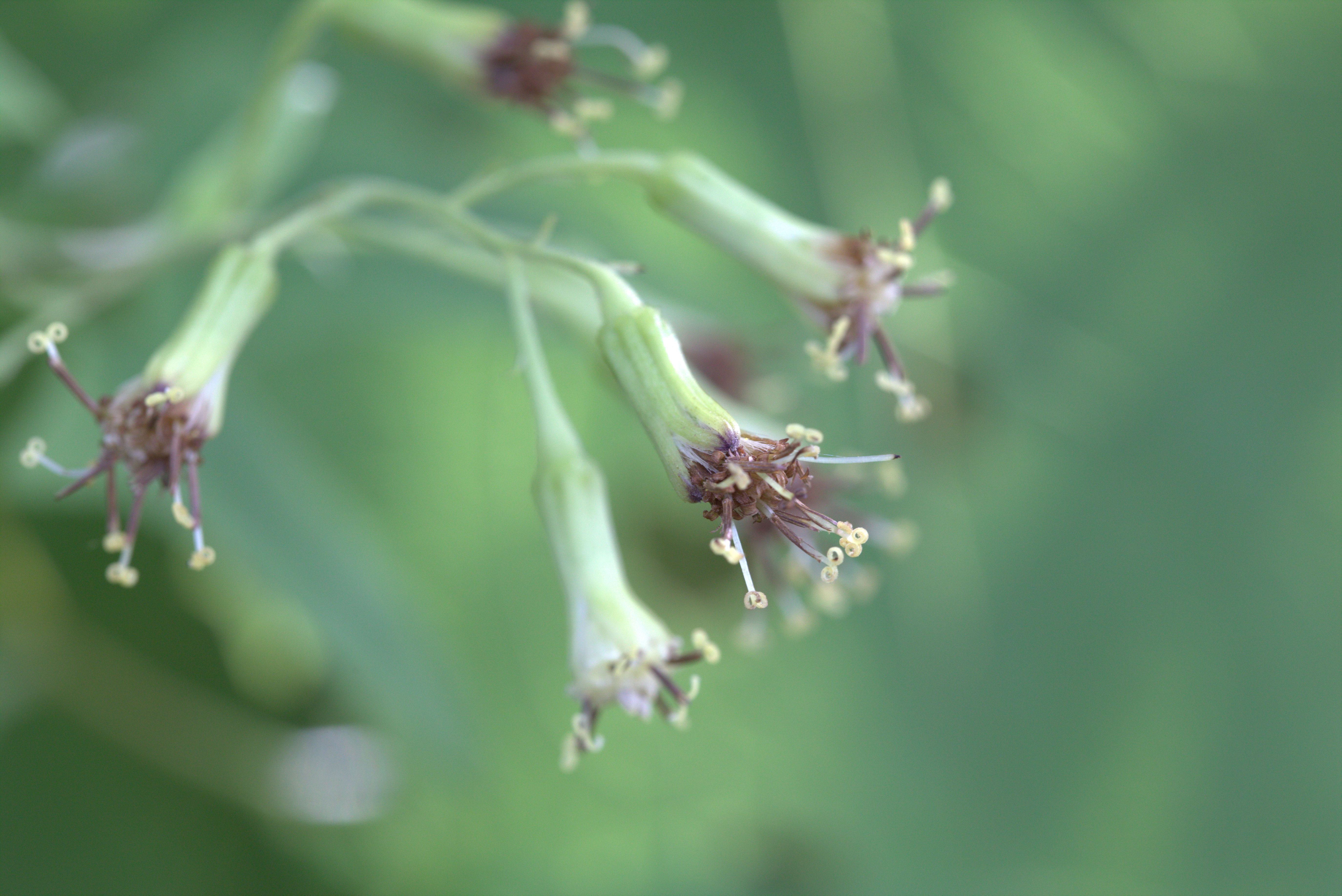
Parasenecio hastatus
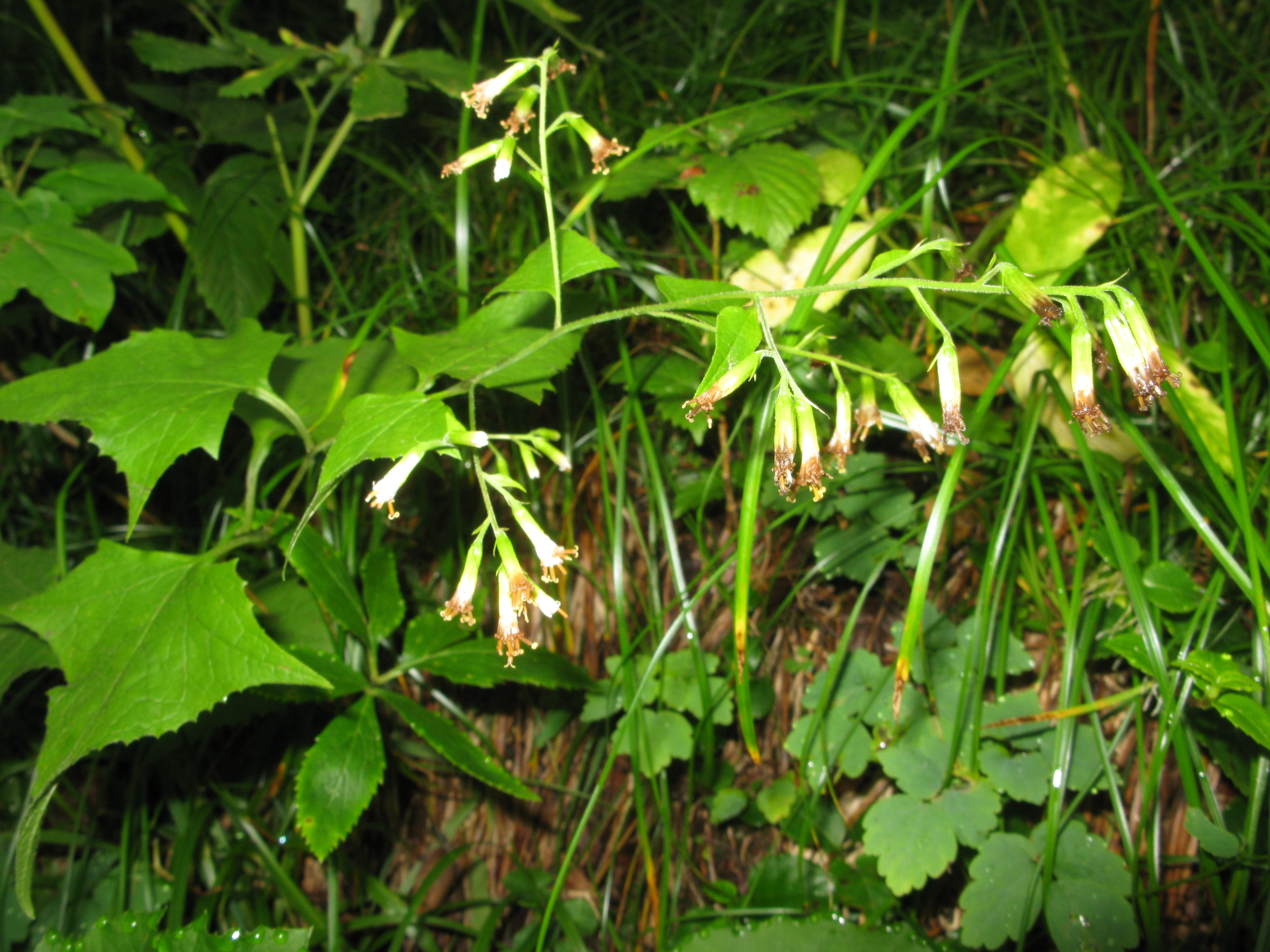
Parasenecio hayachinensis
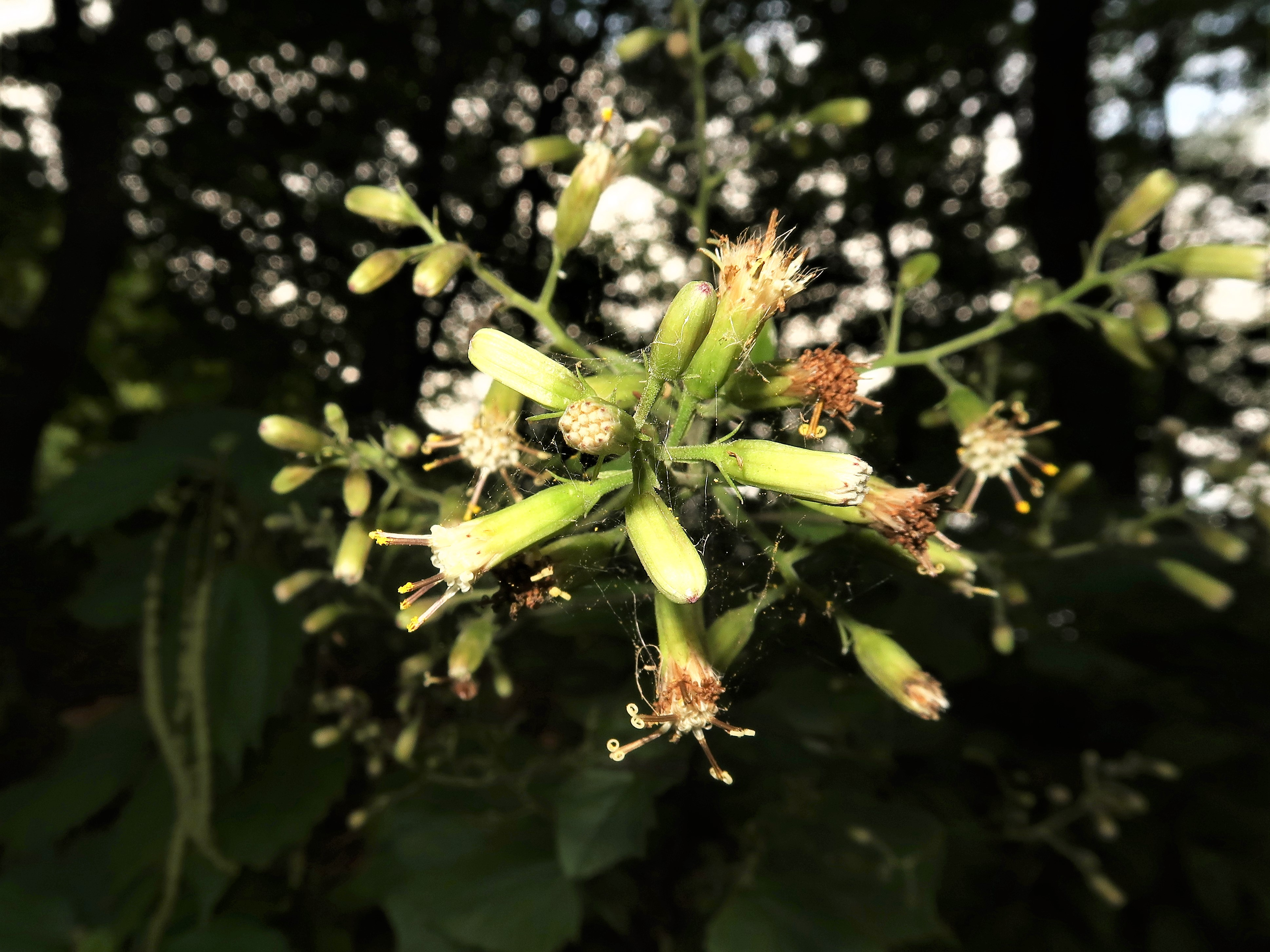
Parasenecio hosoianus

## I - J - K
- Parasenecio ianthophyllus (Franch.) Y.L.Chen
- Parasenecio jiulongensis  Y.L.Chen
- Parasenecio kamtschaticus (Maxim.) Kadota
- Parasenecio kangxianensis (Z.Ying Zhang & Y.H.Guo) Y.L.Chen
- Parasenecio katoanus   Kadota
- Parasenecio komarovianus (Pojark.) Y.L.Chen
- Parasenecio koualapensis (Franch.) Y.L.Chen

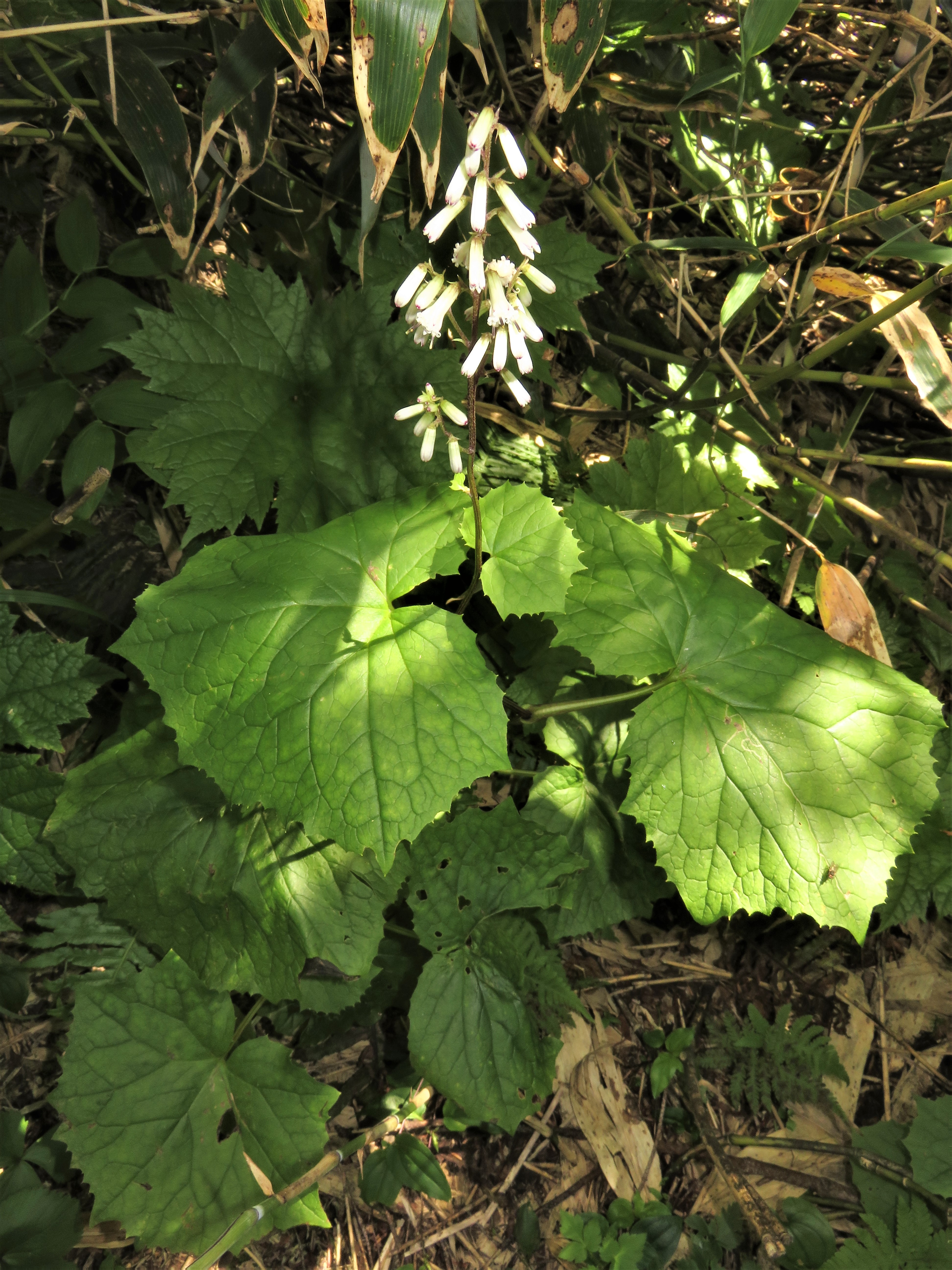
Parasenecio kamtschaticus
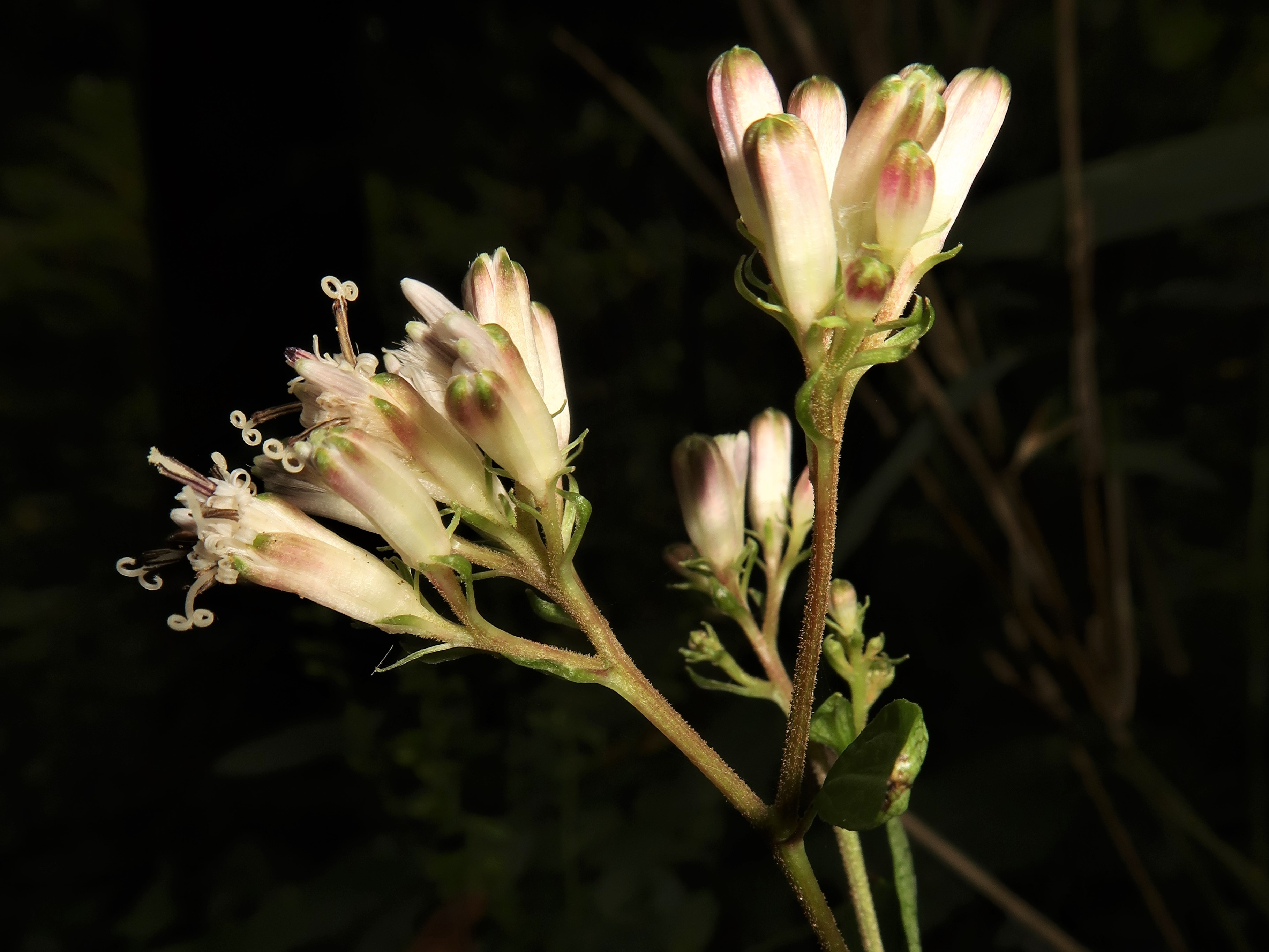
Parasenecio katoanus

## L
- Parasenecio lancifolius (Franch.) Y.L.Chen
- Parasenecio latipes (Franch.) Y.L.Chen
- Parasenecio leucocephalus (Franch.) Y.L.Chen
- Parasenecio levingei (C.B.Clarke) Karthik. & Moorthy
- Parasenecio lidjiangensis (Hand.-Mazz.) Y.L.Chen
- Parasenecio longispicus (Hand.-Mazz.) Y.L.Chen

## M
- Parasenecio maowenensis  Y.L.Chen
- Parasenecio matsudae (Kitam.) Y.L.Chen
- Parasenecio maximowiczianus (Nakai & F.Maek. ex H.Hara) H.Koyama
- Parasenecio morrisonensis  Ying Liu, C.I Peng & Q.E.Yangt

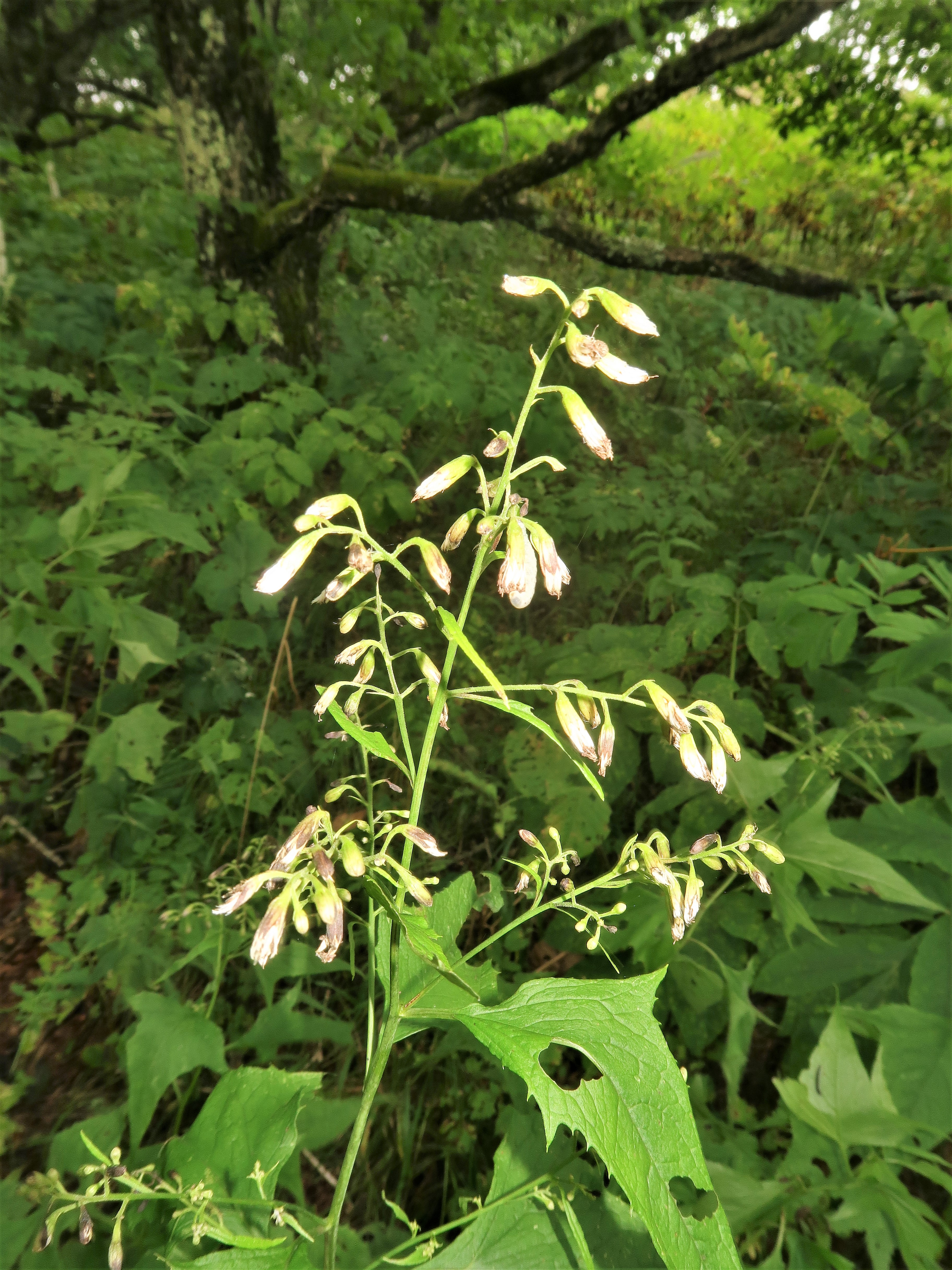
Parasenecio maximowiczianus

## N
- Parasenecio nikomontanus (Matsum.) H.Koyama
- Parasenecio nipponicus (Miq.) H.Koyama
- Parasenecio nokoensis (Masam. & Suzuki) C.I Peng & S.W.Chung

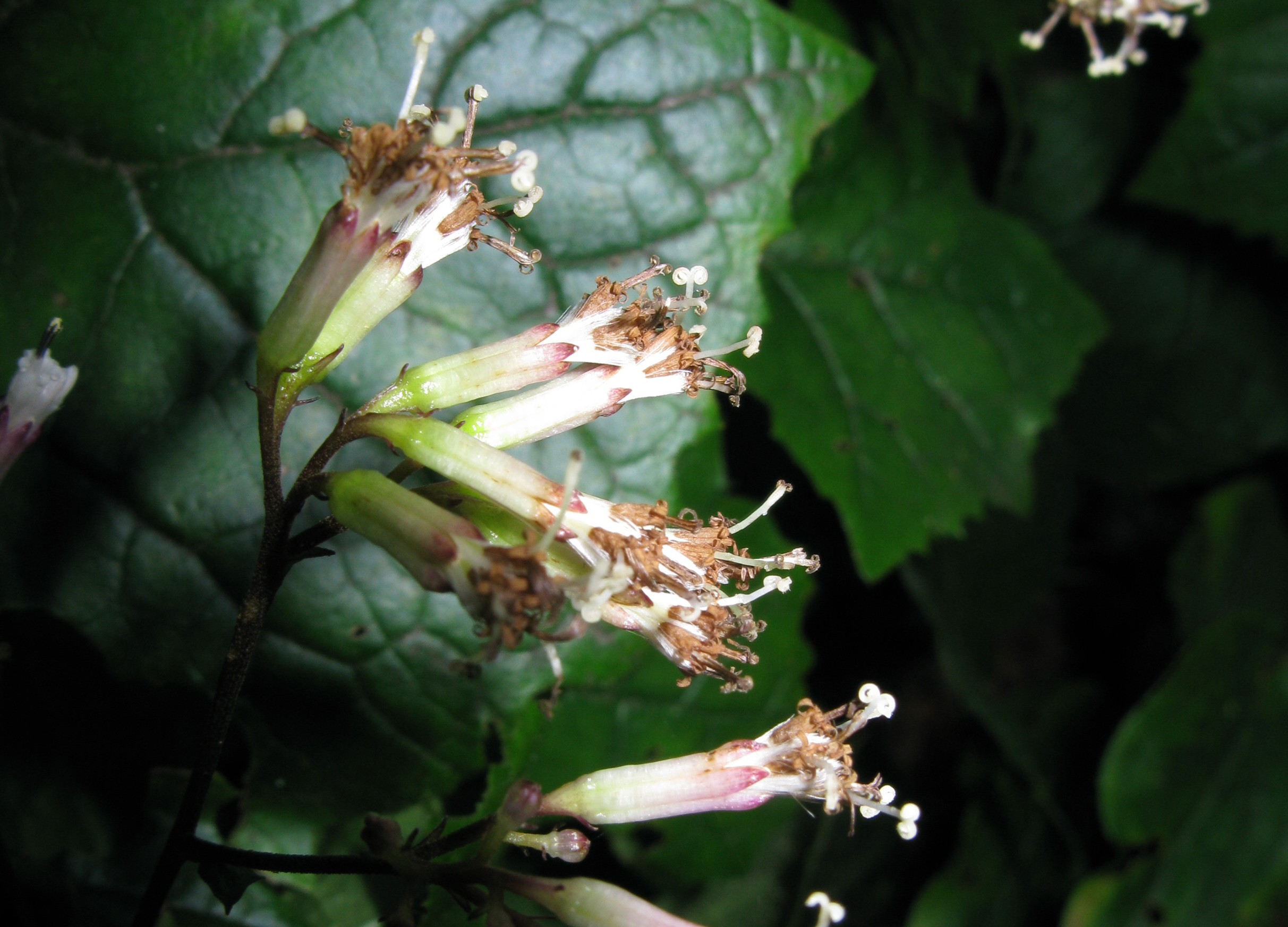
Parasenecio nikomontanus

## O
- Parasenecio ogamontanus   Kadota
- Parasenecio otopteryx (Hand.-Mazz.) Y.L.Chen

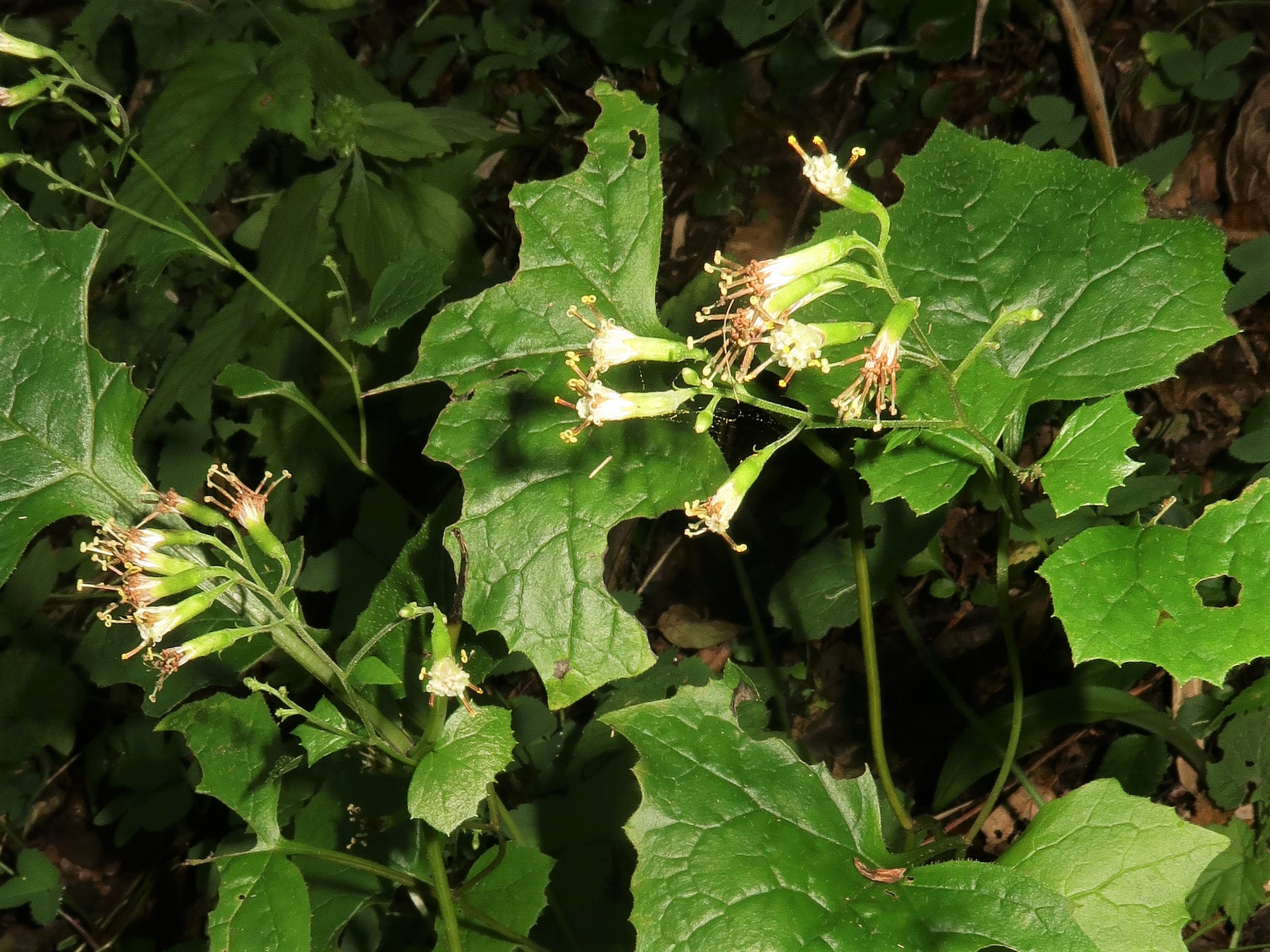
Parasenecio ogamontanus

## P
- Parasenecio palmatisectus (Jeffrey) Y.L.Chen
- Parasenecio peltifolius (Makino) H.Koyama
- Parasenecio petasitoides (H.Lév.) Y.L.Chen
- Parasenecio phyllolepis (Franch.) Y.L.Chen
- Parasenecio pilgerianus (Diels) Y.L.Chen
- Parasenecio praetermissus (Pojark.) Y.L.Chen
- Parasenecio profundorum (Dunn) Y.L.Chen

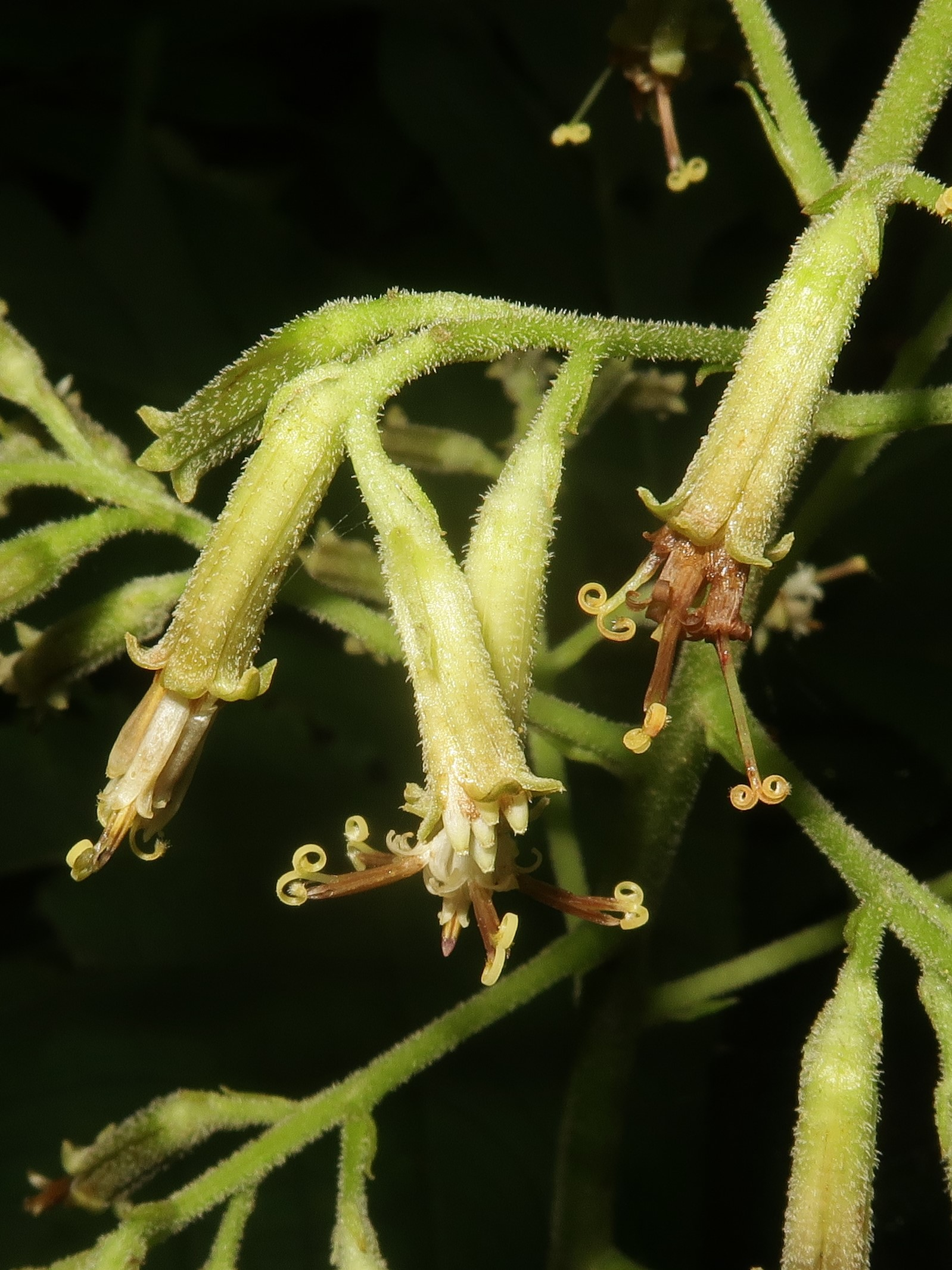
Parasenecio peltifolius
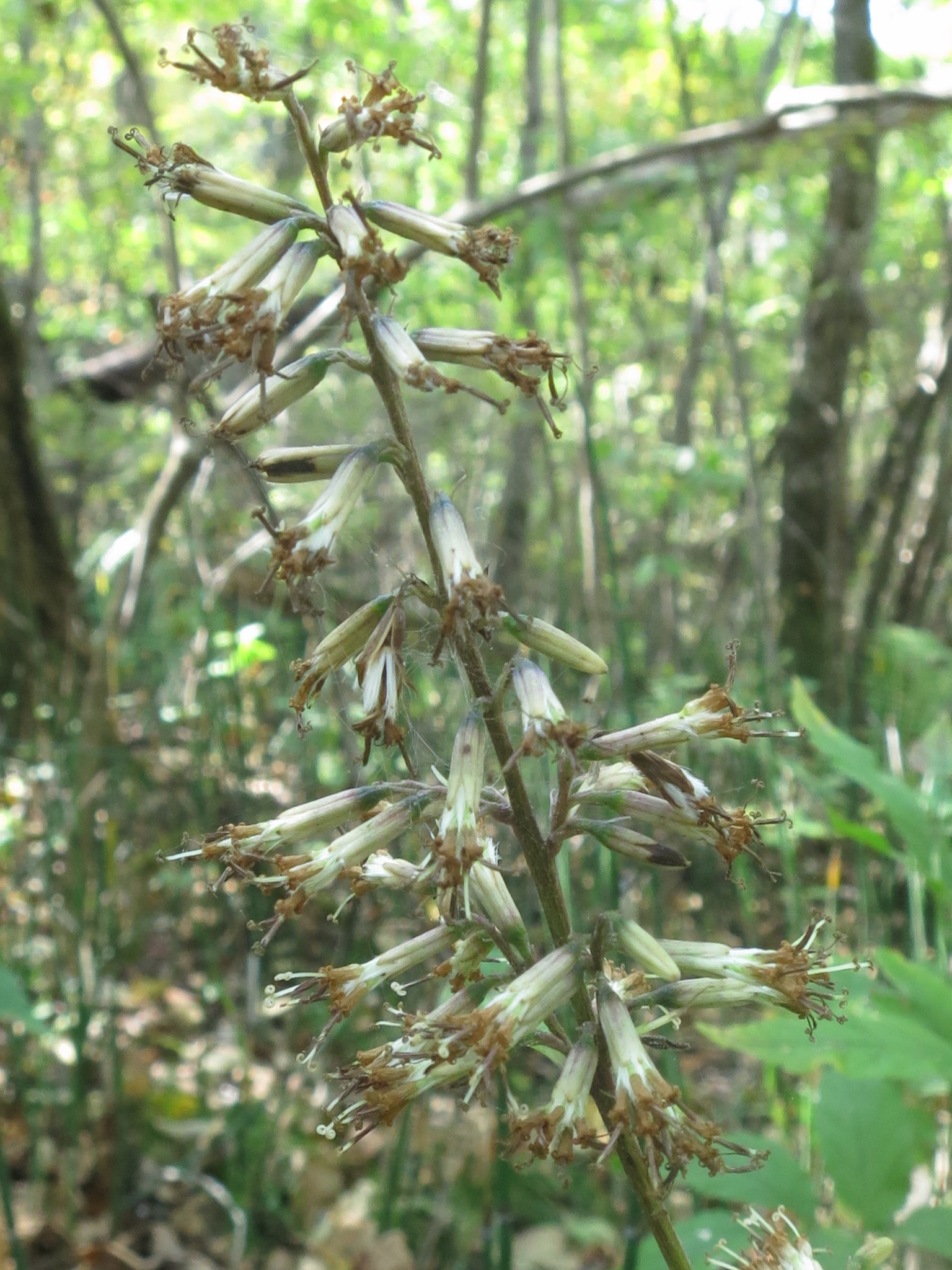
Parasenecio praetermissus

## Q - R
- Parasenecio quinquelobus (Wall. ex DC.) Y.L.Chen
- Parasenecio roborowskii (Maxim.) Y.L.Chen
- Parasenecio rockianus (Hand.-Mazz.) Y.L.Chen
- Parasenecio rubescens (S.Moore) Y.L.Chen
- Parasenecio rufipilis (Franch.) Y.L.Chen

## S
- Parasenecio sadoensis   Kadota
- Parasenecio shikokianus (Makino) H.Koyama
- Parasenecio sinicus (Y.Ling) Y.L.Chen
- Parasenecio souliei (Franch.) Y.L.Chen
- Parasenecio sylviaensis  S.W.Chung & T.C.Hsu

## T
- Parasenecio taliensis (Franch.) Y.L.Chen
- Parasenecio tanakae (Franch. & Sav.) Kadota
- Parasenecio tenianus (Hand.-Mazz.) Y.L.Chen
- Parasenecio tripteris (Hand.-Mazz.) Y.L.Chen
- Parasenecio tsinlingensis (Hand.-Mazz.) Y.L.Chen

## V - X - Y
- Parasenecio vespertilio (Franch.) Y.L.Chen
- Parasenecio xinjiashanensis (Z.Ying Zhang & Y.H.Guo) Y.L.Chen
- Parasenecio yakusimensis (Masam.) H.Koyama